# Bastiano da Sangallo
Bastiano da Sangallo (znany również jako Aristotile da Sangallo, Aristotele da Sangallo, ur. 1481 we Florencji, zm. 1551 tamże) – włoski architekt, malarz, rysownik i scenograf, siostrzeniec Giuliana da Sangallo i Antonia da Sangallo Starszego.
Nosił przydomek Aristotile, który miał pochodzić od jego charakterystycznego, poważnego stylu mówienia, oraz fizycznego podobieństwa do ówczesnego wyobrażenia wyglądu Arystotelesa. Uczył się u Perugina, pomagał mu w pracach nad głównym ołtarzem kościoła Zwiastowania Najświętszej Maryi Panny we Florencji. W 1505 roku został wezwany do Rzymu. Tam asystował Michałowi Aniołowi podczas malowania fresków na sklepieniu Kaplicy Sykstyńskiej. Znał się również z Rafaelem i Bramantem.
W 1519 lub 1542 roku wykonał kopię kartonu nieukończonego fresku Bitwa pod Casciną Michała Anioła. Kopia ta znajduje się w zbiorach Holkham Hall w Wielkiej Brytanii.
W latach 1526–1528 okazjonalnie pracował przy budowie bazyliki św. Piotra w Rzymie.